# سعید مهری
سعید مهری (زادهٔ ۲۰ بهمن ۱۳۷۶) بازیکن فوتبال اهل ایران است که در پست هافبک وسط در لیگ برتر خلیج فارس بازی می‌کند.

## عملکرد باشگاهی

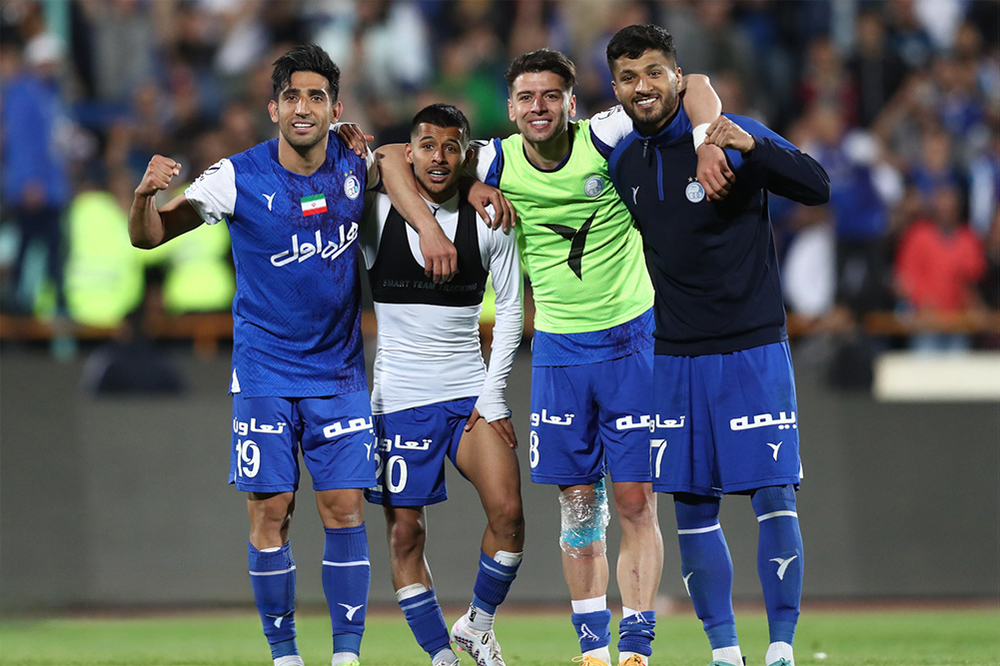
به ترتیب از راست: محمد محبی و سعید مهری و مهدی قائدی و رضا میرزایی

### ماشین‌سازی تبریز
سعید مهری که سابقه بازی در امیدهای باشگاه فوتبال شهرداری تبریز را داشت با باشگاه فوتبال ماشین‌سازی تبریز به لیگ برتر ایران معرفی شد.

### تراکتور
سعید مهری پس از درخشش در ماشین‌سازی تبریز راهی باشگاه فوتبال تراکتور شد. او در این فصل اولین قهرمانی دوران حرفه ای خود را در چاچوب جام حذفی بدست آورد

### استقلال
سعید مهری در ۱۰ اسفندماه سال ۱۳۹۹ با درخواست محمود فکری با قراردادی ۲ سال و نیمه به استقلال پیوست

#### ۱۳۹۹–۱۴۰۰
سعید مهری نیم فصل دوم به تیم استقلال پیوست و اولین بازی خودش را در برابر الاهلی عربستان در چارچوب لیگ قهرمانان آسیا انجام داد.

#### ۱۴۰۰–۱۴۰۱
سعید مهری در این فصل به عنوان یار جانشین و برای حفظ نتیجه توسط فرهاد مجیدی استفاده می‌شد. او همچنین در این فصل به عنوان قهرمانی لیگ برتر خلیج فارس رسید.

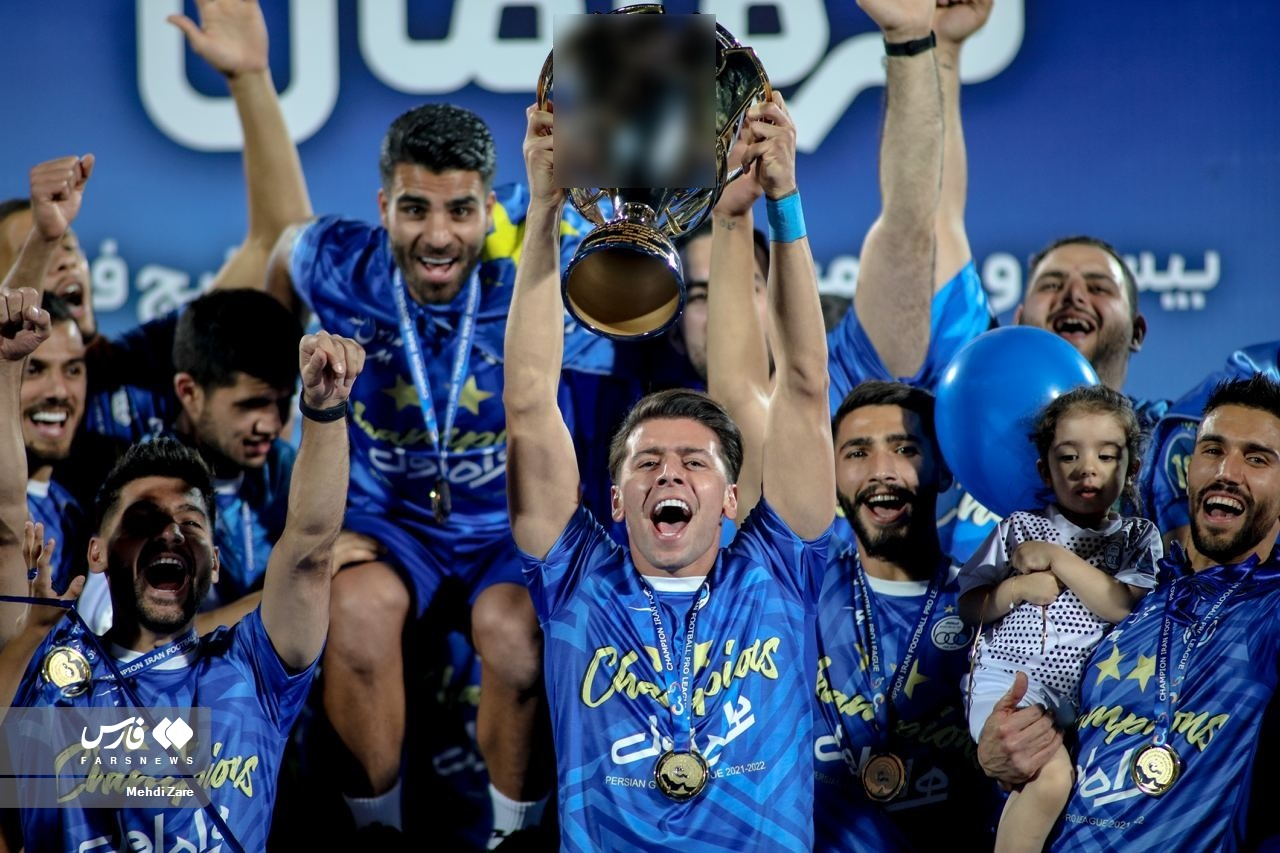
سعید مهری در جشن قهرمانی استقلال در لیگ برتر خلیج فارس

#### ۱۴۰۱–۱۴۰۲
سعید مهری که ابتدای فصل قرارداد خود را با استقلال فسخ کرده بود بعد از صحبت با ساپینتو تصمیم گرفت قرارداد خود را با استقلال دو فصل دیگر تمدید کند.

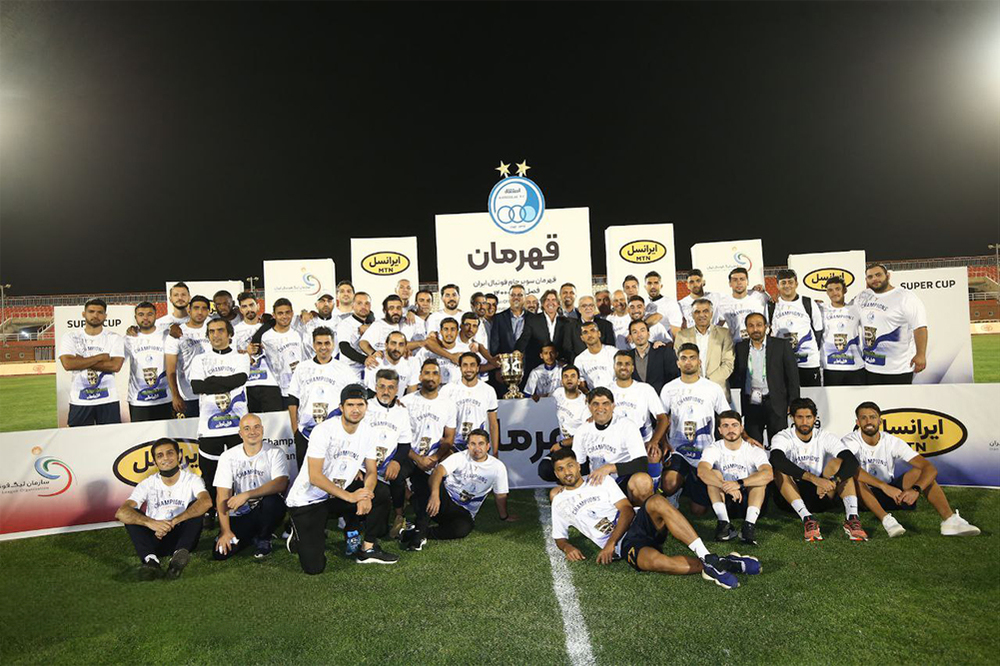
سعید مهری جشن قهرمانی استقلال در سوپر جام

او در این فصل به همراه استقلال قهرمان سوپر جام ایران شد.
او فصل رؤیایی در استقلال داشت و بر خلاف سال قبل او به مهره ثابت تیمش در این فصل تبدیل شد و موفق شد به تیم ملی فوتبال ایران راه پیدا کند.

#### ۱۴۰۲–۱۴۰۳
سعید مهری که اول فصل قرارداد خود را با استقلال فسخ کرده بود بار دیگر جلسه ای با مربی وقت استقلال بعنی نکونام برگزار کرد و با قراردادی عجیب به مبلغ ۱۶۰ میلیون تومان در استقلال ماندنی شد.
او که در پنج هفته پایانی نیم فصل نخست یار ذخیره بود و در دربی بازی نکرد رؤیای بازی در جام ملت‌ها را از دست داد و قراردادش را با استقلال فسخ کرد.

### آپوئل
وی در تاریخ ۹ بهمن ۱۴۰۲ با قراردادی دوساله به باشگاه فوتبال آپوئل پیوست تا دوباره شاگرد سرمربی فصل قبل خود در استقلال یعنی ریکاردو سا پینتو شود. وی در اولین بازی خود با پیراهن آپوئل در برابر کارمیوتیسا از دقیقه ۶۶ وارد زمین شد و توانست بعد از تنها ۷ دقیقه حضور در زمین مسابقه پاس گل بدهد. سعید مهری در اولین فصل خود با آپوئل توانست عنوان قهرمانی را نیز در لیگ قبرس بدست آورد.

### پرسپولیس
سعید مهری در تاریخ ۱۹ شهریور ۱۴۰۳ با قراردادی دوساله به تیم پرسپولیس پیوست.وی در اولین مسابقه ی خود با پیراهن پرسپولیس موفق شد در شهر آورد پایتخت مقابل تیم سابق خود استقلال توانست موثر واقع شود و خطای پنالتی از رامین رضائیان که اون نیز قبلا بازیکن پرسپولیس بود بگیرد و در پیروزی تیمش نقش موثری داشته باشد باشگاه پرسپولیس بعد از این مسابقه با پستی شبیه به پوستر سریال یاغی از او به عنوان یاغی جدید شهر آورد یاد کرد.   

## عملکرد ملی
سعید مهری که عملکرد نسبتاً خوبی برای استقلال تحت مربیگری ریکاردو ساپینتو داشت برای اولین بار به تیم ملی فوتبال ایران توسط امیر قلعه نویی برای مسابقات قهرمانی فوتبال آسیای مرکزی دعوت شد و توانست دقایقی برای تیم ملی مقابل تیم ملی فوتبال افغانستان به میدان برود و در نهایت ایران توانست قهرمان مسابقات قهرمانی فوتبال آسیای مرکزی ۲۰۲۳ شود

## آمار ملی

### بازی‌های ملی
تا تاریخ ۱۳ ژوئن ۲۰۲۳
| ایران | ایران | ایران |
| سال   | بازی  | گل    |
| ----- | ----- | ----- |
| ۲۰۲۳  | ۱     | ۰     |
| مجموع | ۱     | ۰     |

## آمار باشگاهی
تا تاریخ ۱۱ اردیبهشت ۱۴۰۴
| عملکرد          | عملکرد          | عملکرد          | لیگ  | لیگ | جام      | جام      | قاره‌ای | قاره‌ای | دیگر     | دیگر     | مجموع | مجموع |
| فصل             | باشگاه          | لیگ             | بازی | گل  | بازی     | گل       | بازی   | گل     | بازی     | گل       | بازی  | گل    |
| —               | —               | —               | لیگ  | لیگ | جام حذفی | جام حذفی | آسیا   | آسیا   | سوپر جام | سوپر جام | مجموع | مجموع |
| --------------- | --------------- | --------------- | ---- | --- | -------- | -------- | ------ | ------ | -------- | -------- | ----- | ----- |
| ۲۰۱۶–۲۰۱۷       | ماشین‌سازی       | لیگ برتر        | ۶    | ۰   | ۳        | ۱        | –      | –      | –        | –        | ۹     | ۱     |
| ۲۰۱۷–۲۰۱۸       | ماشین‌سازی       | لیگ برتر        | ۱۸   | ۱   | ۰        | ۰        | –      | –      | –        | –        | ۱۸    | ۱     |
| ۲۰۱۸–۲۰۱۹       | ماشین‌سازی       | لیگ برتر        | ۲۲   | ۰   | ۲        | ۰        | –      | –      | –        | –        | ۲۴    | ۰     |
| مجموع ماشین‌سازی | مجموع ماشین‌سازی | مجموع ماشین‌سازی | ۴۶   | ۱   | ۵        | ۱        | –      | –      | –        | –        | ۵۱    | ۲     |
| ۲۰۱۹–۲۰۲۰       | تراکتور         | لیگ برتر        | ۲۰   | ۰   | ۵        | ۲        | –      | –      | –        | –        | ۲۵    | ۲     |
| ۲۰۲۰–۲۰۲۱       | تراکتور         | لیگ برتر        | ۱۳   | ۰   | ۰        | ۰        | –      | –      | –        | –        | ۱۳    | ۰     |
| مجموع تراکتور   | مجموع تراکتور   | مجموع تراکتور   | ۳۳   | ۰   | ۵        | ۲        | –      | –      | –        | –        | ۳۸    | ۲     |
| ۲۰۲۰–۲۰۲۱       | استقلال         | لیگ برتر        | ۶    | ۰   | ۰        | ۰        | ۴      | ۰      | –        | –        | ۱۰    | ۰     |
| ۲۰۲۱–۲۰۲۲       | استقلال         | لیگ برتر        | ۱۲   | ۰   | ۱        | ۰        | –      | –      | –        | –        | ۱۳    | ۰     |
| ۲۰۲۲–۲۰۲۳       | استقلال         | لیگ برتر        | ۲۷   | ۱   | ۴        | ۱        | –      | –      | ۱        | ۰        | ۳۲    | ۲     |
| ۲۰۲۳–۲۰۲۴       | استقلال         | لیگ برتر        | ۱۱   | ۰   | ۰        | ۰        | –      | –      | –        | –        | ۱۱    | ۰     |
| مجموع استقلال   | مجموع استقلال   | مجموع استقلال   | ۵۶   | ۱   | ۵        | ۱        | ۴      | ۰      | ۱        | ۰        | ۶۶    | ۲     |
| ۲۰۲۳–۲۰۲۴       | آپوئل           | دسته اول قبرس   | ۱۰   | ۰   | ۰        | ۰        | –      | –      | –        | –        | ۱۰    | ۰     |
| مجموع آپوئل     | مجموع آپوئل     | مجموع آپوئل     | ۱۰   | ۰   | ۰        | ۰        | –      | –      | –        | –        | ۱۰    | ۰     |
| ۲۰۲۴–۲۰۲۵       | پرسپولیس        | لیگ برتر        | ۱۷   | ۰   | ۲        | ۰        | ۴      | ۰      | ۰        | ۰        | ۲۳    | ۰     |
| مجموع پرسپولیس  | مجموع پرسپولیس  | مجموع پرسپولیس  | ۱۷   | ۰   | ۲        | ۰        | ۴      | ۰      | ۰        | ۰        | ۲۳    | ۰     |
| مجموع آمار      | مجموع آمار      | مجموع آمار      | ۱۶۲  | ۲   | ۱۷       | ۴        | ۸      | ۰      | ۱        | ۰        | ۱۸۸   | ۶     |

## افتخارات

### باشگاهی

#### تراکتور
- جام حذفی ایران (۱): ۹۹–۱۳۹۸[۲۰]

#### استقلال
- جام حذفی ایران (۱): ۱۴۰۰–۱۳۹۹[۲۱]: نایب‌قهرمان (۱): ۰۲–۱۴۰۱
- لیگ برتر خلیج فارس (۱): ۰۱–۱۴۰۰[۲۲]
- سوپر جام ایران (۱): ۱۴۰۱[۲۳]

#### آپوئل
- لیگ دسته اول قبرس (۱): ۲۴–۲۰۲۳

### ملی

#### ایران
- مسابقات قهرمانی آسیای مرکزی (۱): ۲۰۲۳[۲۴]

## دیگر فعالیت‌ها
در دی ۱۴۰۲، مهری به همراه مهدی مهدی‌پور، علیرضا بیرانوند و سروش رفیعی در برنامه نمایش خانگی شب‌های مافیا: زودیاک حضور پیدا کردند.